# Kerteszomyia maculifrons
Kerteszomyia maculifrons är en tvåvingeart som beskrevs av Malloch 1929. Kerteszomyia maculifrons ingår i släktet Kerteszomyia och familjen lövflugor. Inga underarter finns listade i Catalogue of Life.